# واشنطن سيزار سانتوس
واشنطن سيزار سانتوس (بالإنجليزية: Washington César Santos) (و. 1960 – 2014 م) هو لاعب كرة قدم، من البرازيل، يلعب كمهاجم، توفي في كوريتيبا، عن عمر يناهز 54 عاماً، بسبب التصلب العضلي الجانبي.

## روابط خارجية
- واشنطن سيزار سانتوس على موقع قاعدة بيانات كرة القدم.إي يو (الإنجليزية)
- واشنطن سيزار سانتوس على موقع ناشيونال فوتبول تيمز (الإنجليزية)
- واشنطن سيزار سانتوس على موقع عالم كرة القدم.نت (الإنجليزية)